# Взяття Києва Червоною армією (січень 1919)
Київська операція (18 січня — 5 лютого 1919) — наступальна операція з'єднань Червоної армії (командувач Володимир Антонов-Овсієнко, командири Микола Щорс і Василь Боженко) проти Армії УНР (командувач Симон Петлюра) з окупації Києва під час радянсько-українських воєн 1917-1921 р.р. Складова частина загального наступу Українського фронту більшовиків в Україні.
22 січня був зайнятий Ніжин.
24 січня червоні війська підійшли до Броварів і після запеклих боїв зайняли місто.
5 лютого, після триденних боїв, червоні війська захопили Київ.